# 1908 (numero)
Millenovecentootto (1908) è il numero naturale dopo il 1907 e prima del 1909.

## Proprietà matematiche
- È un numero pari.
- È un numero composto da 18 divisori: 1, 2, 3, 4, 6, 9, 12, 18, 36, 53, 106, 159, 212, 318, 477, 636, 954, 1908. Poiché la somma dei suoi divisori (escluso il numero stesso) è 3006 > 1908, è un numero abbondante.
- È esprimibile in un solo modo come somma di due quadrati: 1908 = 1764 + 144 = 422 + 122.
- È un numero rifattorizzabile in quanto divisibile per il numero dei propri divisori.
- È un numero di Smith nel sistema numerico decimale.
- È un numero di Harshad nel sistema numerico decimale, cioè è divisibile per la somma delle sue cifre.
- È un numero congruente.
- È un numero pratico.
- È un numero semiperfetto in quanto pari alla somma di alcuni (o tutti) i suoi divisori.
- È un numero odioso.
- È parte delle terne pitagoriche (795, 1908, 2067), (1008, 1620, 1908), (1431, 1908, 2385), (1908, 2485, 3133), (1908, 2544, 3180), (1908, 4081, 4505), (1908, 5456, 5780), (1908, 5565, 5883), (1908, 8319, 8535), (1908, 8480, 8692), (1908, 11155, 11317), (1908, 16800, 16908), (1908, 17119, 17225), (1908, 25245, 25317), (1908, 33681, 33735), (1908, 50544, 50580), (1908, 75831, 75855), (1908, 101115, 101133), (1908, 151680, 151692), (1908, 227525, 227533), (1908, 303369, 303375), (1908, 455056, 455060), (1908, 910115, 910117).

## Astronomia
- 1908 Pobeda è un asteroide della fascia principale del sistema solare.

## Astronautica
- Cosmos 1908 è un satellite artificiale russo.